# Ann S. Stephens
Pour les articles homonymes, voir Stephens.
Ann Sophia Stephens, née le 30 mars 1810 et morte le 20 août 1886 à Newport, Rhode Island, est une éditrice, écrivaine et humoriste américaine.
Elle se faisait également appeler Jonathan Slick.
Romancière et éditrice de revues américaines, elle est l'auteur de romans à dix sous et est considérée comme l'ancêtre de ce genre.

## Biographie

### Jeunesse
Ann Sophia Stephens est née le 30 mars 1810 à Derby, Connecticut elle est la fille d'Ann et de John Winterbotham, fils de William Winterbotham. Il est le directeur d'une boutique de filature de laine appartenant au colonel David Humphreys. Sa mère est décédée prématurément et elle est élevée par la sœur de sa mère, qui est finalement devenue sa belle-mère.
Elle fait ses études dans une école pour dames du sud de la Grande-Bretagne, et dans le Connecticut, et commence à écrire dès son plus jeune âge.
Elle épouse Edward Stephens, un imprimeur de Plymouth, Massachusetts, en 1831 et ils déménagent à Portland, Maine. L'actrice Clara Bloodgood est la fille de leur fils, Edward Stephens, un avocat new-yorkais bien connu.

### Carrière

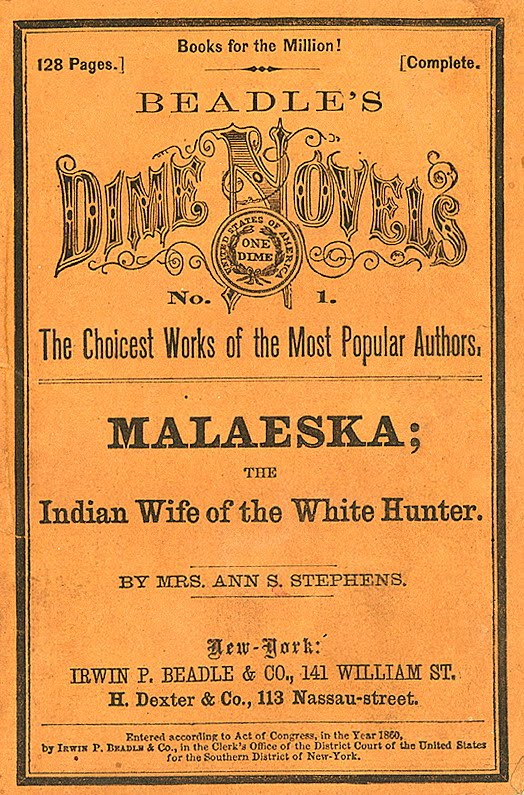
Couverture de Malaeska, la femme indienne du chasseur blanc(1860)

Pendant son séjour à Portland, elle et son mari co-fondent, publient et éditent le Portland Magazine, un périodique littéraire mensuel où certains de ses premiers travaux apparaissent pour la première fois. La revue est vendue en 1837. Ils déménagent à New York où Ann prend le poste de rédactrice pour The Ladies Companion et où elle peut poursuivre son travail littéraire. C'est aussi à cette époque qu'elle adopte le pseudonyme humoristique de Jonathan Slick. Au cours des années suivantes, elle écrit plus de vingt-cinq romans en série ainsi que des nouvelles et des poèmes pour plusieurs périodiques bien connus, dont Godey's Lady's Book et Graham's Magazine. Son premier roman Mode et famine est publié en 1854. Elle lance sa propre revue Mrs Stephens' Illustrated New Monthly en 1856, qui est publiée par son mari. La revue a fusionné avec Peterson's Magazine quelques années plus tard.
Le terme "dime novel" trouve son origine dans Malaeskade Stephens, la femme indienne du chasseur blanc, imprimé dans le premier livre de la série Dime Novels de Beadle & Adams, daté du 9 juin 1860. Le roman est une réimpression du feuilleton précédent de Stephens paru dans la revue Ladies' Companion en février, mars et avril 1839. Plus tard, le Grolier Club (club privé concernant les bibliothèques à New York) classe Malaeska comme le livre le plus influent de 1860. Elle écrit aussi Haute vie à New York  (1843), Alice Copley: Un conte du temps de la reine Mary (1844), Le collier de diamants et autres contes (1846), L'ancienne ferme (1855), La femme rejetée (1863 ) et Une femme noble (1871).

## Travaux
- Alice Copley : Un conte du temps de la reine Mary
- Une femme noble
- Bellehood et la servitude
- Les Fiançailles de Bertha
- La Malédiction de l'or
- Le Collier de diamants et autres contes
- Doublement faux
- Mode et Famine
- La Brique d'or
- L'Héritière
- Haute vie à New York
- Katharine Allen ou la Brique d'or
- Le Choix de lord Hope
- L'Erreur de Mabel
- Malaeska, la femme indienne du chasseur blanc
- Marié à la hâte
- Marie Derwent
- La Vieille Comtesse
- La Vieille Ferme
- Palais et Prisons
- La Belle régnante
- La Femme rejetée
- La Stratégie de Ruby Gray
- Luttes silencieuses
- Les Orphelins des soldats
- Le Secret de la femme
- Épouses et Veuves
- La Dame Marie